# Rue Rubinstein

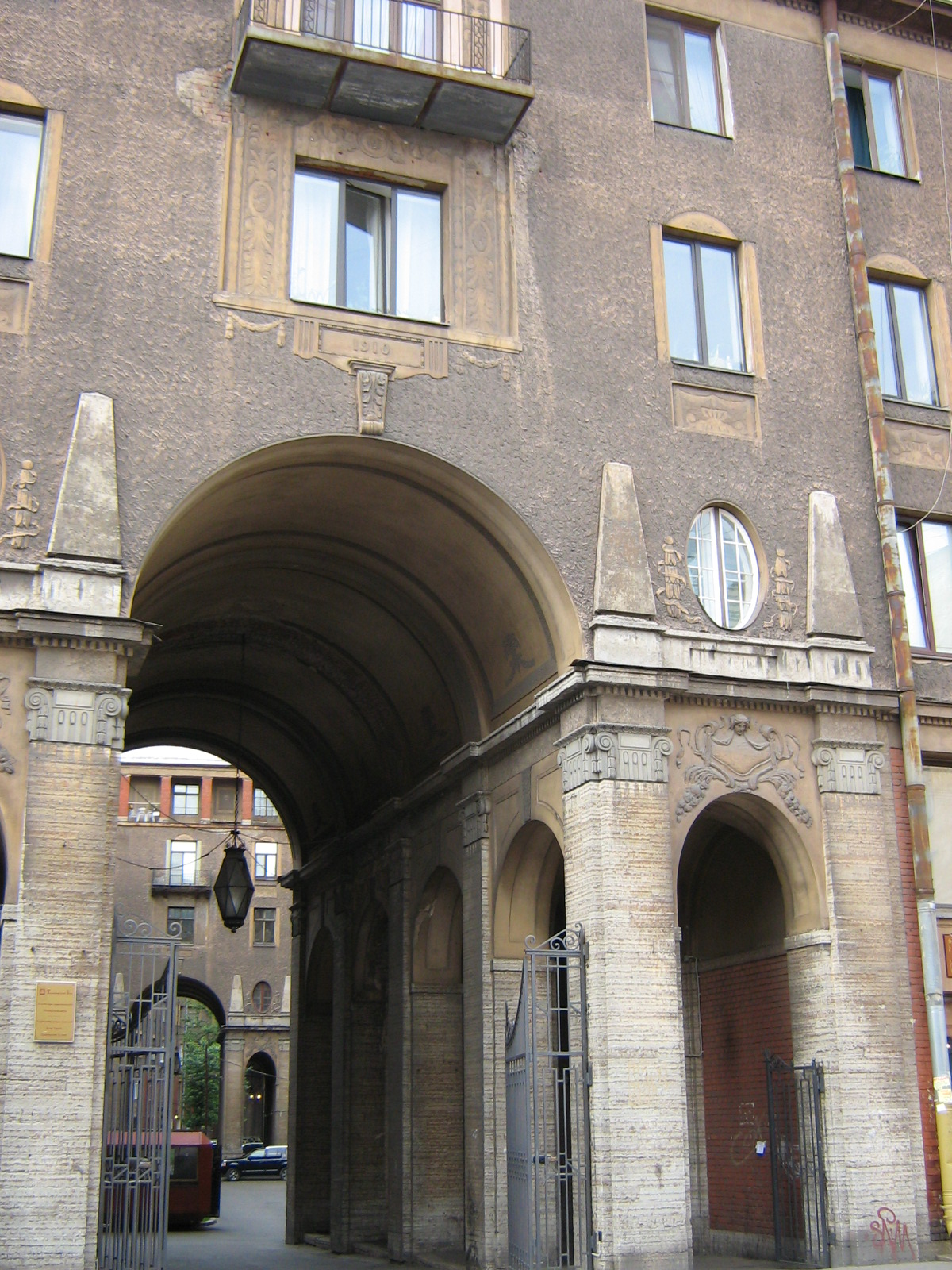
Entrée de l'immeuble Tolstoï au N°15-17

La rue Rubinstein (en russe : улица Рубинштейна, oulitsa Roubinchteïna) est une rue du centre historique de Saint-Pétersbourg qui démarre à la perspective Nevsky et se termine à la perspective Zagorodny. Elle s'appelait avant 1929 la rue Troïtskaïa (c'est-à-dire la rue de la Trinité). Les stations de métro les plus proches sont Vladimirskaïa et Dostoïevskaïa.

## Historique
La rue prend son origine dans un chemin fait de planches de bois tracé au début des années 1740 sous le nom de chemin Golovkine (d'après le chancelier Golovkine dont la maison se trouvait à proximité) pour relier la perspective Nevsky à la porte Zagorodny (littéralement la porte des Faubourgs). On commence alors à y construire des maisons. En 1798, il est renommé voie de la Trinité qui devient rue de la Trinité en 1887. Son nom actuel lui est donné en 1929 en l'honneur du centenaire de l'anniversaire de la naissance du compositeur Anton Rubinstein (1829-1894) qui y habita au N°38.

## Bâtiments remarquables

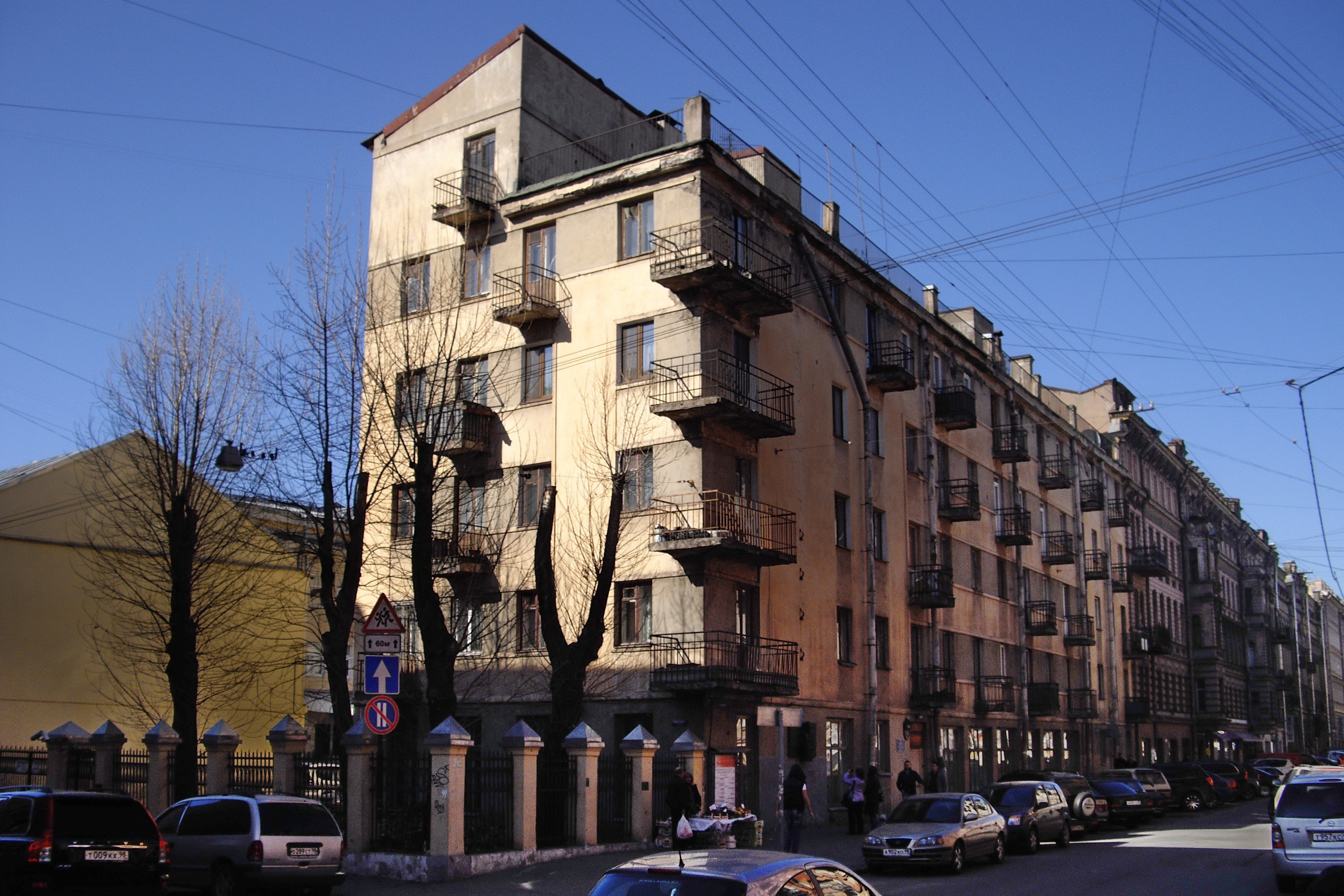
Immeuble des Larmes du socialisme

- N°7: immeuble constructiviste bâti en 1932 à l'angle de la voie Grafski et de la rue Rubinstein par l'architecte Andreï Aall[1] (1883-1958) dont l'appellation officielle est alors Maison-commune des ingénieurs et des écrivains, mais qui est rapidement surnommé Les larmes du socialisme par les Léningradois. Il comprenait une cantine commune et des salles de détente communes, une bibliothèque et un jardin d'enfants, ainsi que cinquante-deux petits appartements, pour la plupart de deux pièces, donnant sur un corridor commun. Il n'y avait pas de cuisine dans les appartements et les douches se trouvaient à un bout du corridor à chaque étage. Cette utopie socialiste allait vite devenir difficilement supportable, d'où son appellation non officielle. La poétesse Olga Bergholtz y habita de 1932 à 1943 et qualifiait cet immeuble d'« absurde[2] ».

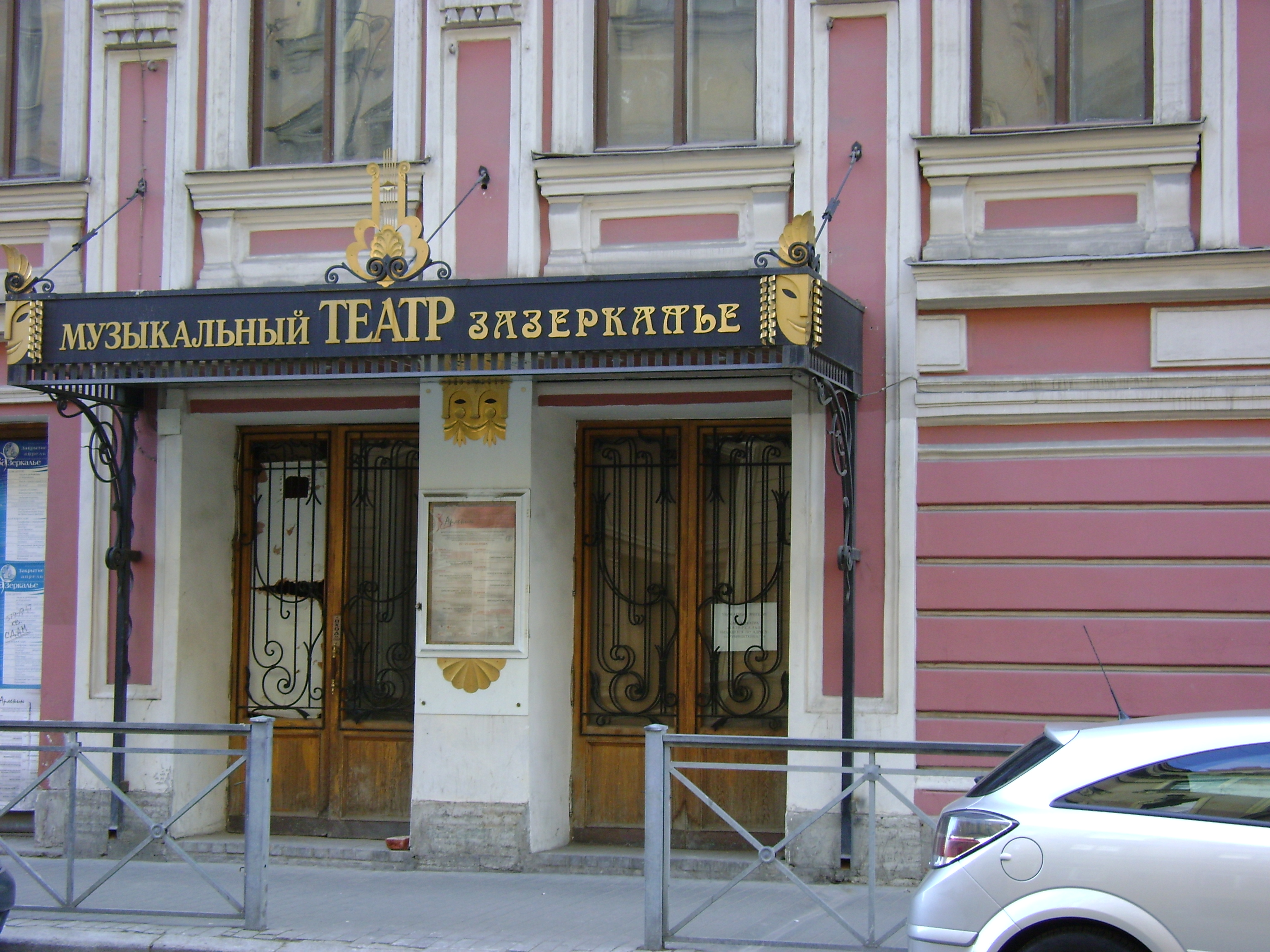
Entrée du théâtre Zazerkalié

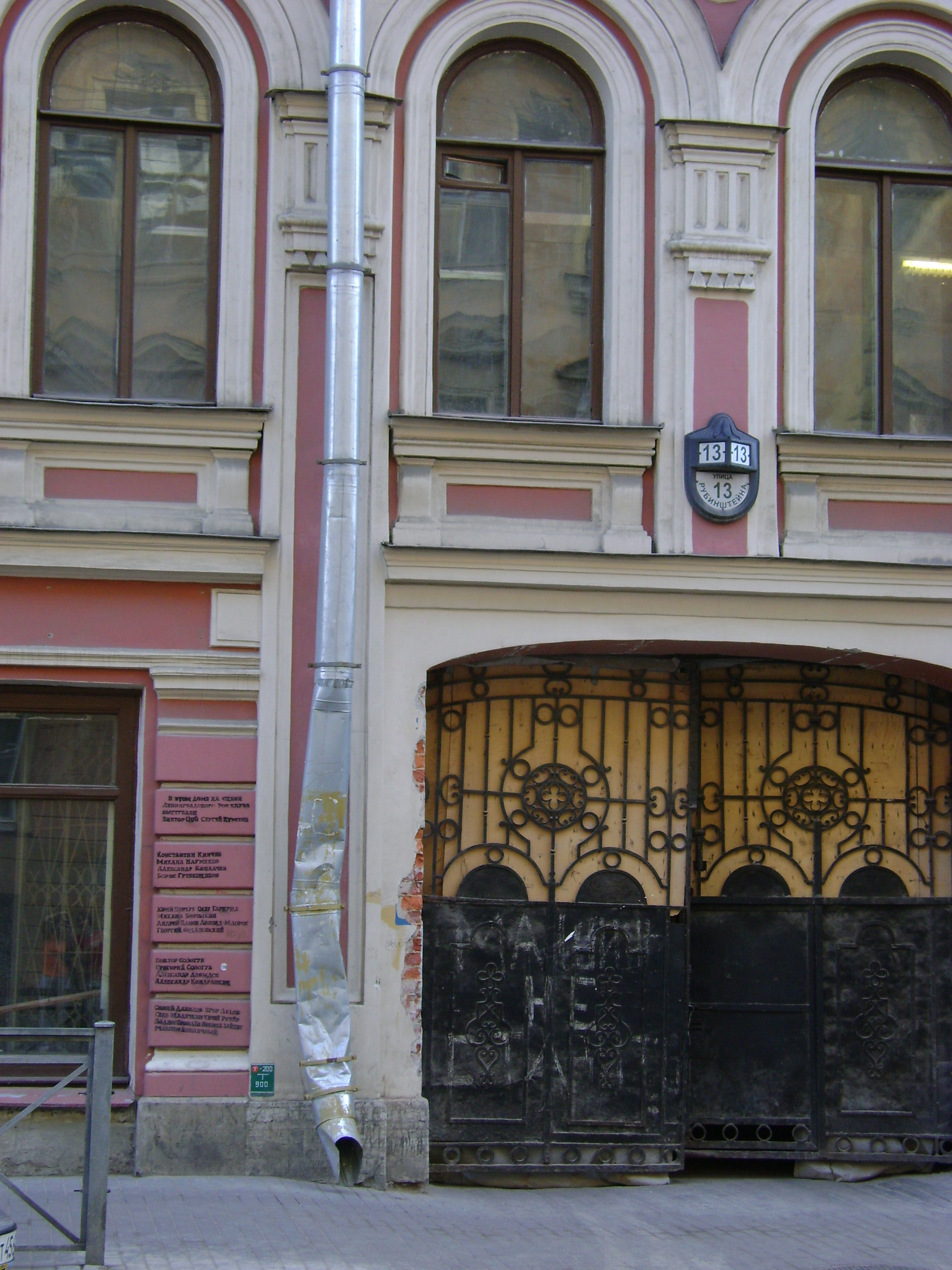
Entrée du N°13, avec les noms des acteurs qui se sont produits dans sa salle de spectacle

- N°13: immeuble de rapport construit en 1863-1864 par l'architecte Nikolaï Grebionka et réaménagé en 1888 et en 1913. Il comprenait la salle Rouadzé, plus tard renommée en salle Pavlova, où étaient données des pièces de théâtre, des conférences, etc. L'assemblée des peintres de Saint-Pétersbourg s'y réunissait dans les années 1870. La rédaction du journal du ministère de l'Instruction publique était installée dans cet immeuble dans les années 1850 et 1860. On y trouvait également le Cercle artistique de la capitale (1886-1892), devenu par la suite le Cercle dramatique pétersbourgeois (1892-1901), ainsi que le gymnasium Josefowicz (1906-1918), le « studio » de Vsevolod Meyerhold (automne 1913 - automne 1914). L'école N°16 s'installe dans une partie de l'immeuble dans les années 1930, laissant la place dans les années 1940 à l'école moyenne féminine N°218. Aujourd'hui le théâtre Zazerkalié (littéralement: au-delà du miroir) a pris la place de l'ancienne salle de spectacle. Il est destiné à des spectacles musicaux pour l'enfance.
- N°15-17: immeuble de rapport du comte Mikhaïl Tolstoï (1845-1913), dit Immeuble Tolstoï, construit en 1910-1912 selon les plans de l'architecte Fredrik Lidvall (1870-1945) dans le goût Modern Style nordique. Trois arches monumentaux mènent aux cours intérieures jusqu'à la Fontanka. Nombre de personnalités y demeurèrent, dont le prince Andronikov, expulsé en 1916 après un procès entamé par la comtesse Tolstoï[3], et des artistes de l'époque soviétique dont Edouard Khil. Des artistes y habitent toujours actuellement, dont Irina Kolpakova, Mariss Jansons, et d'autres personnalités du monde du théâtre ou du ballet. Il est inscrit à la liste des monuments architecturaux régionaux.
- N°18 (droite): Maly Drama Théâtre

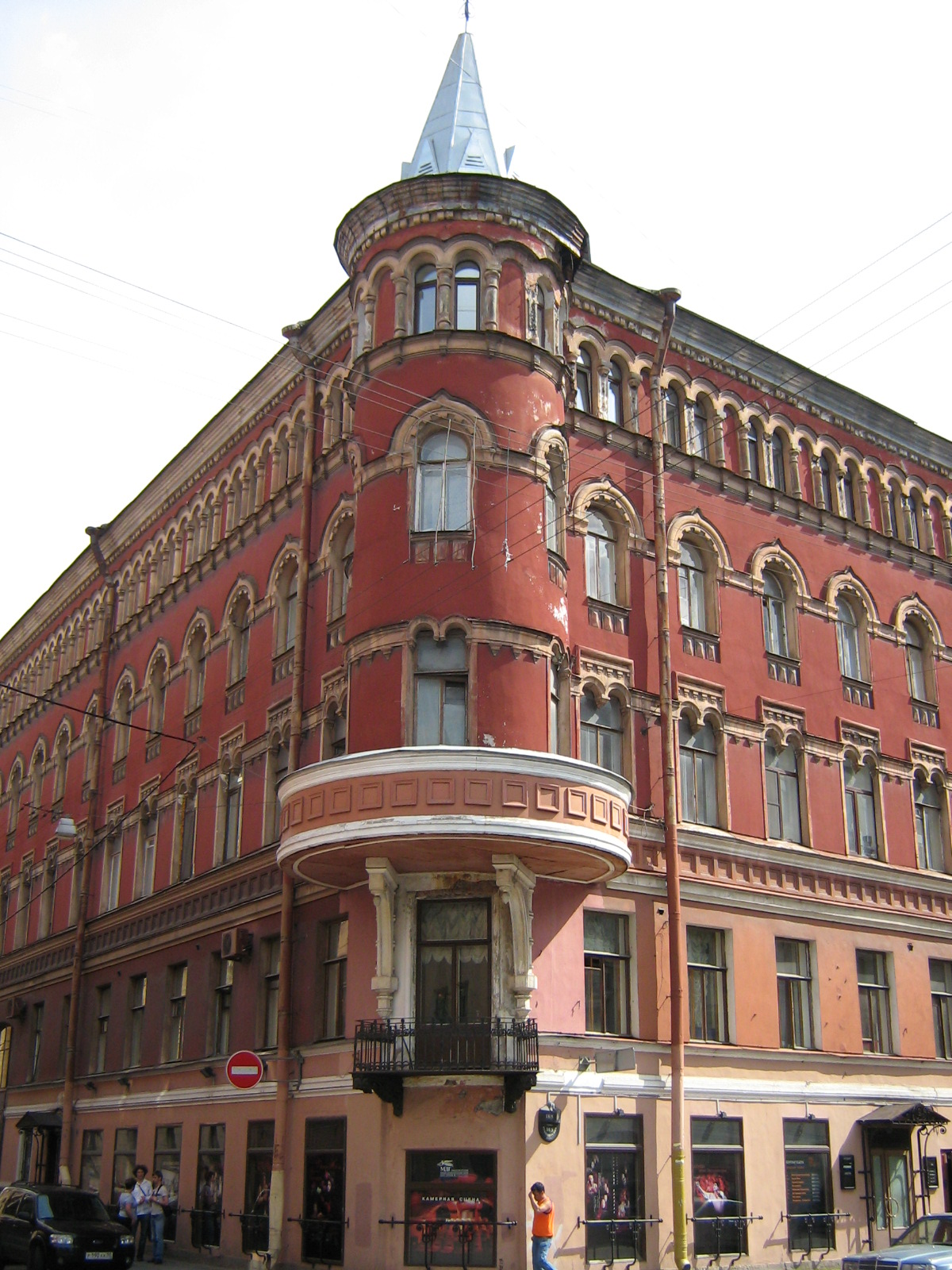
Immeuble Jeverjeïev

- N°18 (gauche): immeuble de rapport Jeverjeïev construit par Alexandre von Hohen en 1899 à l'angle de la voie Grafski (N°5)
- N°23: immeuble de rapport construit en 1911-1912 selon les plans de l'architecte Alexandre Alexandrovitch Barychnikov (1877-1924). Le paléontologue et écrivain de science-fiction Ivan Efremov habita l'appartement N°4 de 1921 à 1935 et l'écrivain Sergueï Dovlatov dans un appartement communautaire (plaque mémorielle posée en 2007) dans les années 1960-1970, avant d'émigrer.

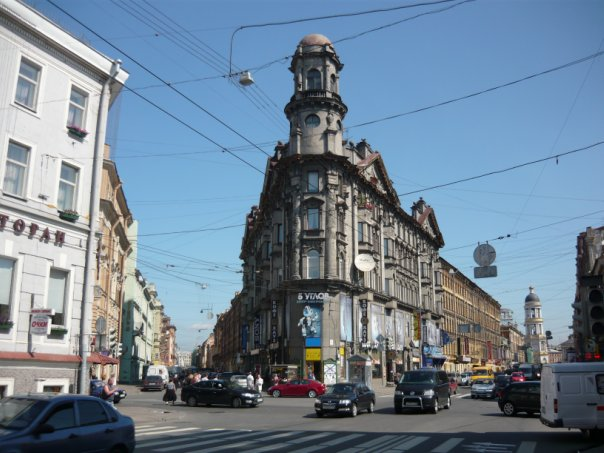
Vue des Cinq-Angles avec le N°38 de la rue Rubinstein

- La rue Rubinstein forme à la fin un croisement appelé Les Cinq-Angles avec la perspective Zagorodny, la rue Zaïezjaïa et la rue Lomonossov. C'est à cet emplacement que l'architecte Alexandre Lichnevski (1868-1943) construit en 1913 au N°38 un immeuble de rapport avec une tour d'angle qui domine l'ensemble de la perspective. Lydia Tchoukovskaïa y a habité, ainsi que son mari le physicien Matveï Bronstein avant l'arrestation de ce dernier en 1937.